# 拉特里尼泰迪蒙
拉特里尼泰迪蒙（法語：La Trinité-du-Mont，法語發音：[la tʁinite dy mɔ̃]）是法国滨海塞纳省的一个市镇，属于勒阿弗尔区。

## 地理
拉特里尼泰迪蒙（49°32'38"N, 0°33'21"E）面积2.06 平方千米，位于法国诺曼底大区滨海塞纳省，该省份为法国北部沿海省份，其西部及北部濒大西洋英吉利海峡，东起顺时针与索姆省、瓦兹省、厄尔省和卡爾瓦多斯省接壤。
与拉特里尼泰迪蒙接壤的市镇（或旧市镇、城区）包括：格吕谢-勒瓦拉斯、利勒博讷、兰托。

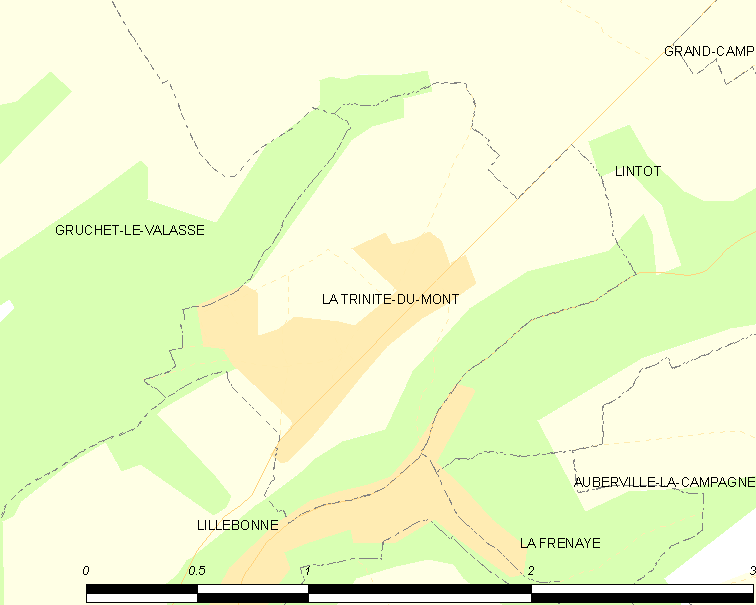
拉特里尼泰迪蒙的OSM定位图

拉特里尼泰迪蒙的时区为UTC+01:00、UTC+02:00（夏令时）。

## 行政
拉特里尼泰迪蒙的邮政编码为76170，INSEE市镇编码为76712。

## 政治
拉特里尼泰迪蒙所属的省级选区为博尔贝克县。

## 人口

1962-2008年间拉特里尼泰迪蒙人口变化图示

拉特里尼泰迪蒙于2022年1月1日时的人口数量为917人。